# 塞尔沃兹
塞尔沃兹（法語：Servoz）是法国上萨瓦省的一个市镇，位于该省东部，属于博讷维尔区。该市镇的总面积为13.47平方公里，2016年时的人口为957人。

## 人口
塞尔沃兹人口变化图示